# أمادور بيندايان
أمادور بيندايان [بن-داه-إيان] ولد في 11 نوفمبر 1920 وتوفي يوم 8 أغسطس 1989، هو ممثل وفنان فنزويلي.
هو ابن أحد المهاجرين المغارية اليهود، ولد في مدينة تطوان المغربية لكنه سرعان ما انتقل رفقة عائلته للعيش في ولاية أراغوا، ونشأ وتلقى تعليمه في كاراكاس. بدأ حياته المهنية في الإذاعة في عام 1937 حيث كان مذيع وفي نفس الوقت ممثل هزلي وكوميدي.
اكتسب أمادور شعبية هائلة بعد سلسلته الكوميدية إل باشيليي يا بارتولو (بالإسبانية: El Bachiller Y Bartolo) التي دامت عشر سنوات كاملة (1949-59)، ثم السلسلة الكوميدية لا بوديجا دو لا إسكوينا (بالإسبانية: La Bodega De La Esquina) والتي دامت هي الأخرى عشر سنوات كاملة (1950-60)، وعندما ذهب من الإذاعة إلى التلفزيون، زادت شعبيته –جمهوره– واستمرت في نحو متزايد، خصوصا بعدما ظهر في العديد من الأفلام في المكسيك وفنزويلا أيضا وذلك ابتداء من عام 1947 إلل عام 1971 كما عمل في أخبار أمادور (بالإسبانية: Amador News)، وكذلك أخبار التلفزيون-الساخرة في منتصف ستينيات القرن الماضي.
في عام 1968، تم التعاقد مع أمادور من قبل راديو كاراكاس لاستضافة برنامج Sábado Espectacular الذي يذاع على طول خمس ساعات ماراثونية ويتحدث عن أخبار متنوعة، وق، استمر هذا البرنامج إلى غاية 1971. وبعد عام من ذلك انتقل إلى Venevisión، حيث أذاع وقدم هناك برنامجا جديدا حمل اسم Sábado Sensacional.
واصل أمادولا إذاعة برنامجه حتى عام 1988، أي قبل بضعة أشهر من وفاته في كاراكاس، حيث لم يكن يتجاوز من العمر حينها الـ 68 ربيعا، وقد خلفه جيلبرتو كوريا في استضافة وتقديم البرنامج بعد مفارقته الحياة.
- كان أمادور بيندايان مؤسس وأول رئيس لـ Casa del Artista، بالإضافة إلى المركز الثقافي الذي يقع في بولفار والذي يحمل اسمه في منطقة بجانب كنيسة سانتا كروز.

## قائمة أفلامه
| الفيلم                  | سنة الإصدار |
| ----------------------- | ----------- |
| Misión atómica          | 1947        |
| Yo quiero una mujer así | 1951        |
| Seis meses de vida      | 1951        |
| Yo y las mujeres        | 1959        |
| Si yo fuera millonario  | 1962        |
| El idolo                | 1963        |
| Napoleoncito            | 1964        |
| Escuela para solteras   | 1965        |
| El Pícaro               | 1967        |
| El Reportero            | 1968        |
| Departamento de soltero | 1971        |
| O.K. Cleopatra          | 1971        |

## وصلات خارجية
- أمادور بيندايان على موقع IMDb (الإنجليزية)
- أمادور بيندايان على موقع قاعدة بيانات الفيلم (الإنجليزية)
- Casa del Artista (بالإسبانية)